# Kent (Schiff, 1903)
Die Kent, auch HMS Kent, war ein Panzerkreuzer der Monmouth-Klasse der britischen Marine. 
Die Kent versenkte im Dezember 1914 beim Seegefecht bei den Falklandinseln die deutsche Nürnberg. Im März 1915 beschoss sie mit der Glasgow in der chilenischen Cumberlandbucht der Robinson-Crusoe-Insel den im Falklandgefecht entkommenen deutschen Kreuzer Dresden, bis dieser sich selbst versenkte.

## Geschichte
Die Kiellegung der Kent erfolgte am 12. Februar 1900 als drittes Schiff der Klasse. Die Kent lief als erstes Schiff am 6. März 1901 im Portsmouth Dockyard vom Stapel und kam dann als zweiter Kreuzer der Reihe am 1. Oktober 1903 in den Dienst der Royal Navy.
Wie ihre Schwesterschiffe verdrängte sie 9.800 Tonnen, hatte eine Höchstgeschwindigkeit von nur 21,7 Knoten und eine Besatzung von etwa 680 Mann. Die Hauptbewaffnung von vierzehn 6 Zoll-(15,2-cm)-Schnellladegeschützen, davon vier in einem Bug- und einem Heck-Doppelturm (jeweils ein MK-VII- und ein Mk-VIII-Geschütz) sowie zehn vom Typ Mk VII in Kasematten, war vergleichsweise schwach für einen Panzerkreuzer der damaligen Zeit. Da die unteren sechs Kasemattgeschütze nicht sehr weit über der Wasserlinie lagen, konnten sie nur bei ruhiger See wirksam eingesetzt werden. Die Panzerung war ebenfalls nicht sehr stark.
Anfangs befand sich das Schiff bei der Home Fleet, um dann von 1906 bis 1913 auf der China Station zu dienen. 1911 führte die Kent eine Reise über den Pazifik durch, da sie zusammen mit dem Geschützten Kreuzer Challenger der Australia Station einen Besuch Chiles zur Würdigung der 100-jährigen Unabhängigkeit des südamerikanischen Staates, der allerdings ein halbes Jahr nach dem Jubiläum stattfand. Nachdem sie zwei Tage zuvor erstmals Funkkontakt hatten, trafen sich die Kreuzer in Caldera (Chile) um nochmals Kohlen zu übernehmen. Am 5. April liefen die beiden britischen Schiffe in Valparaíso ein, wo sie 14 Tage verblieben. Gemeinsam führten sie dann die Rückreise über Iquique, Callao, Panama, San Salvador, San Jose, Acapulco und Los Angeles bis Honolulu durch, wo sie sich zum Rückmarsch auf ihre Stationen trennten. Bei Ausbruch der Chinesischen Revolution befand sich die Kent zusammen mit ihrem Schwesterschiff Monmouth, dem Panzerkreuzer Minotaur, der modernen Newcastle sowie den alten Kreuzern Flora und Astraea sowie vielen kleineren Schiffen auf der China Station, die bemüht waren, etwaige Ausschreitungen gegen Europäer zu verhindern.
1913 verließ die Kent Ostasien und wurde nach der Rückkehr der Reserve zugeordnet.

## Kriegseinsatz
Im September 1914 wurde die Kent wieder in Dienst gestellt und in den Südatlantik zu Konteradmiral Archibald P. Stoddarts Geschwader geschickt. Sie gehörte zu den Schiffen, die am 8. Dezember 1914 gegen das deutsche Ostasiengeschwader das Seegefecht bei den Falklandinseln führten und das Geschwader vernichteten.
Als am Morgen des 8. Dezembers die Deutschen vor den Falklandinseln erschienen, waren die Briten noch beim Kohlen. Die Kent war das Alarmschiff und verließ als erstes Schiff den Hafen, um die Verfolgung des deutschen Geschwaders aufzunehmen, das rund 15 Seemeilen Vorsprung hatte. Die britischen Schiffe machten mehr Fahrt, die guten Sichtverhältnisse und die ruhige See an diesem Tag erlaubten es ihnen, die nach Osten laufenden deutschen Schiffe problemlos am Horizont zu erkennen und langsam einzuholen.
Nachdem Graf Spee erkannt hatte, dass er im geschlossenen Verband nicht entkommen konnte, entließ er um 13:15 Uhr die Leipzig und signalisierte um 13:20 Uhr: „Kleine Kreuzer entlassen. Zu Entkommen versuchen!“ Der britische Kommandierende, Sturdee, reagierte sofort: Er hatte dieses Verhalten erwartet. Auf ein vereinbartes Signal begannen nun die Kent, die inzwischen hinter die Schlachtkreuzer zurückgefallen war, ihr Schwesterschiff Cornwall und bald darauf auch die Glasgow mit der Verfolgung der Kleinen Kreuzer der Deutschen.
Die Kent verfolgte die nach Südosten ablaufende Nürnberg. Diese war in ihrer Geschwindigkeit durch den schlechten Zustand der Maschinenanlage und Kessel behindert, so dass die Kent nach dreieinhalb Stunden herankommen konnte. Nach vierzig Minuten Beschuss wendete die Nürnberg nach Backbord, um das schwer beschädigte Achterschiff zu entlasten und eigene Breitseiten abzuschießen. In dem folgenden Kampf erhielt die Kent 38 Treffer durch die 10,5-cm-Geschütze der Nürnberg. Die Kent drehte ab und schoss mit ihren 6-Zoll-Geschützen die Nürnberg zusammen, bis alle Geschütze ausgefallen waren. Um 18:30 Uhr gab der Kapitän der Nürnberg den Befehl zur Sprengung, worauf noch mit den entsprechenden Vorbereitungen begonnen wurde. Nachdem sie um 18:35 Uhr schwer beschädigt stoppen musste, jedoch nicht die Flagge strich, wurde die Nürnberg von der Kent aus kurzer Distanz beschossen, bis sie um 19:27 Uhr schließlich unterging. 18 Mann der Nürnberg-Besatzung wurden aus dem Wasser gezogen, jedoch erlagen fünf dieser Männer kurz darauf ihren schweren Verletzungen. Auf der Kent gab es fünf Tote und elf Verwundete, von denen drei starben. Da sie als Alarmschiff noch nicht gekohlt hatte, kehrte sie mit einem geringfügigen Rest Kohle nach Stanley (Falklandinseln) zurück; bei einer längeren Verfolgungsjagd wäre sie sicher ohne Kohle liegen geblieben, zudem war ihr Funkraum durch einen Treffer zerstört.

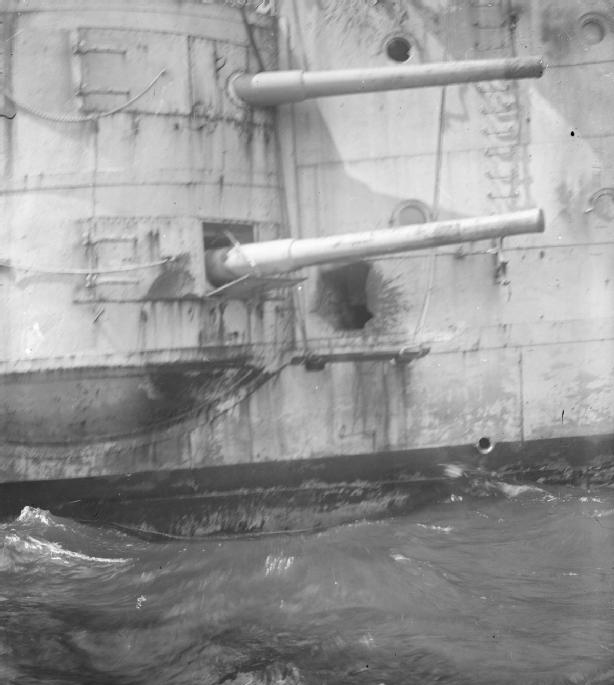
Treffer auf der Kent

Nach der Falklandschlacht wurde der NDL-Dampfer Sierra Cordoba, der schon den Hilfskreuzer Kronprinz Wilhelm versorgt hatte, am 18. Dezember aus Montevideo mit 1.600 t Kohlen, Proviant und Ersatzteilen zur Unterstützung des aus der Falklandschlacht entkommenen Kreuzers Dresden entsandt. Die Sierra Cordoba lief am 24. Dezember 1914 in die Magellanstraße ein und besuchte Punta Arenas. Anschließend wurde sie von der Kent kontrolliert, welche die Magellanstraße überwachte. Da in neutralen Gewässern, konnte sie den deutschen Versorger nicht aufhalten und deutschen Lotsen gelang es, die Sierra Cordoba in einer nicht kartierten Bucht – wie auch schon die Dresden – zu verbergen.
Der Dresden gelang es später, mit ihrem Versorger in den Pazifik zu entkommen. Als sie auf ein weiteres Versorgungsschiff, die Gotha wartete, wurde sie von der Kent am 7. März 1915 gefunden. Durch die Funksprüche hatte sie die Spur der Dresden wiedergefunden. Mit fünf Stunden Höchstfahrt gelang es der Dresden noch einmal, zu entkommen.
Am 9. März 1915 ging der deutsche Kreuzer in der Cumberlandbucht der Robinson-Crusoe-Insel vor San Juan Bautista vor Anker. Er hatte nur noch 80 Tonnen Kohle an Bord und die Maschinen waren durch die lange Höchstfahrt nahezu unbrauchbar geworden. Am nächsten Tag beschloss der Kommandant, sich in Chile internieren zu lassen. Statt der erwarteten chilenischen Streitkräfte kamen am Morgen des 14. März 1915 die britischen Kreuzer Glasgow und Kent in Sicht. Unter Missachtung der Neutralität beschossen sie die vor Anker liegende Dresden. Dabei fanden acht Seeleute den Tod. Der Kommandant schickte seinen Adjutanten, Oberleutnant zur See Wilhelm Canaris, um zu verhandeln. Doch seine Vorhaltungen wegen der neutralen Gewässer beeindruckten die Briten nicht; darüber könne nach dem Krieg gesprochen werden. Immerhin gewann der Kommandant der Dresden dadurch Zeit, um die Versenkung seines Schiffes vorzubereiten. Es sollte nicht in die Hände des Feindes fallen. Nach dem Öffnen der Seeventile sank die Dresden um 11:15 Uhr in der Cumberland Bay auf der Position 33° 38′ 6″ S, 78° 49′ 30″ W.
Über China kehrte die Kent im Mai 1915 nach Großbritannien zurück. 1916 wechselte die Kent nach Südafrika zur Cape Station. Im Juni 1918 übernahm sie Aufgaben beim English channel convoy escort. Am 4. Juni begleitete sie mit fünf Zerstörern die Durham Castle und die Kenilworth Castle, zwei Union-Castle Line-Schiffe aus Südafrika. Die Kenilworth Castle kollidierte mit dem Zerstörer Rival, als sie der Kent ausweichen wollte, die überraschend auf sie zufuhr.
Im Juli 1918 wechselte die Kent erneut zur China Station, wo schon die Schwesterschiffe Suffolk und Lancaster stationiert waren. Im Januar 1919 wurde sie nach Wladiwostok entsandt, um amerikanische und japanische Truppen im Kampf gegen die bolschewistische Rote Armee zu unterstützen.
1920 wurde die Kent außer Dienst gestellt und im Juni 1920 zum Abbruch verkauft.